# Golfo de California
El golfo de California, conocido también como  mar de Cortés o mar Bermejo, es una extensión del océano Pacífico y se ubica entre la península de Baja California y los estados de Sonora y Sinaloa, en la zona noroeste de México. Tiene una longitud de 1126 km y su anchura varía entre los 48 y 241 kilómetros. En su extremo norte se encuentra la desembocadura del río Colorado. La Organización Hidrográfica Internacional define su límite sur como la línea que une la punta norte de la barra de Piaxtla (23°38′ N), en Sinaloa, con el extremo sur de la península de Baja California.[cita requerida]
En sus aguas se encuentran las siguientes islas pertenecientes al estado de Baja California y administradas por el municipio de Mexicali: la isla Ángel de la Guarda, Montague, Gore, Consag, El Huerfanito, Miramar, Coloradito, Encantada, Pómez, San Luis, Mejía, Granitos, Navío, Pelícano, Alcatraz, Coronadito, Smith, Pond y el grupo de islas e islotes que se encuentran dentro de la bahía de los Ángeles. Al estado de Baja California Sur pertenecen las islas de: Carmen, Cerralvo, Coronados, Espíritu Santo, Monserrat, Partida, San Diego, San Francisco, San José, San Marcos, Santa Catalina, Santa Cruz, y al estado de Sonora, las islas Huivulai, San Esteban, las San Jorge, San Pedro Mártir, San Pedro Nolasco y la isla Tiburón, la cual es la más grande de México, con una superficie de 1208 km², entre otras de menor tamaño.[cita requerida]
En sus costas, los puertos más importantes son: Puerto Peñasco, Guaymas, San Felipe, La Paz, San José del Cabo, Punta Las Miredes, Santa Rosalía, Topolobampo, Golfo de Santa Clara, Puerto Libertad, Puerto Lobos y Yavaros, entre otras.[cita requerida]
Las mareas de este golfo se encuentran entre las mayores del planeta, pues se han medido fluctuaciones de hasta nueve metros en su extremo norte. Goza de una inmensa concentración de organismos microscópicos y de una extraordinaria diversidad biológica, gracias a la abundante luz solar y a las aguas ricas en nutrientes. Estos factores, así como las aguas cristalinas, impulsaron al oceanógrafo Jacques-Yves Cousteau a llamar a este lugar «el acuario del mundo».

## Toponimia
Su nombre proviene de California, nombre que le dio Hernán Cortés a la península, que originalmente se pensó, erróneamente, que era una isla, y de este el de mar de Cortés. Su nombre en kiliwa es Ja’ Tay Eñoom (mar del Oriente), y Xepe (mar), en seri.[cita requerida]

## Historia
La formación del golfo de California inició hace unos 130 millones de años, en plena era Mesozoica, debido a que una masa de tierra, que posteriormente sería la península de Baja California, empezó a separarse del continente a causa de una serie de movimientos tectónicos originados por lo que hoy se conoce como falla de San Andrés. El golfo de California  adquirió sus características actuales hace aproximadamente 4,5 millones de años. Desde entonces hasta ahora, la península se ha desplazado 650 kilómetros y el movimiento aún continúa, y se calcula que dentro de algunos millones de años se separará totalmente del continente y se volverá una isla, con lo cual se hará realidad el mito de los navegantes del siglo XVII, que equivocadamente pensaban que era una isla.[cita requerida]
Francisco de Ulloa dio su nombre al mar de Cortés (actual Golfo de California) en honor de Hernán Cortés, en 1539. Originalmente, Ulloa creyó que el golfo conducía al mítico estrecho de Anián, el cual se pensaba que conectaba al océano Pacífico con el océano Atlántico. Melchor Díaz hizo exploraciones extensivas de la zona en 1540, incluyendo incursiones en el río Colorado.[cita requerida]

## Geografía
Geográficamente, el Golfo de California se ubica en una región de clima subtropical, lo cual ocasiona grandes variaciones climáticas anuales, incluso diarias. Durante el invierno, la temperatura desciende considerablemente en la parte norte, produciéndose heladas. En el verano, y ya en la parte sur, se presentan tormentas tropicales. La temperatura promedio del golfo es de 24 °C. En la parte norte, las lluvias son muy escasas y suelen ocurrir entre octubre y mayo.[cita requerida]
El golfo contiene 37 islas principales. Las dos más grandes son Isla Ángel de la Guarda e Isla Tiburón. La mayoría de las islas se encuentran en el lado oeste del golfo. De hecho, muchas de las islas del golfo son el resultado de erupciones volcánicas que ocurrieron durante la historia temprana de Baja California. Se cree que las islas de Islas Marías, las islas San Francisco y la Isla Partida son el resultado de dichas erupciones. Sin embargo, las formaciones de las islas no dependen unas de otras. Cada una de ellas se formó como resultado de un suceso estructural individual. Varias islas, incluyendo Isla Coronados, albergan volcanes.
El golfo cuenta con más de 900 islotes e islas que en conjunto suman unas 420 hectáreas. Todas ellas en su conjunto fueron promulgadas como "Área de Reserva y Refugio de Aves Migratorias y Vida Silvestre" el 2 de agosto de 1978. En junio de 2000, las islas fueron designadas como área de protección de flora y fauna. Además de este esfuerzo del gobierno mexicano, por su importancia y reconocimiento a nivel mundial, todas las islas del golfo también forman parte del programa internacional "El Hombre y la Biosfera" (MAB) y forman parte de la Red Mundial de Reservas de la Biosfera de la UNESCO como Reserva Especial de la Biosfera. Debido a la gran extensión que abarca esta área protegida federal, la conservación y gestión se lleva a cabo mediante un sistema de cuatro direcciones regionales (una por cada estado limítrofe del Golfo de California). La labor de conservación directa e indirecta que se realiza en las islas se rige por un solo programa de manejo, publicado en el año 2000, que se complementa con programas de manejo locales y específicos. La Dirección del Área de Protección de la Vida Silvestre de las Islas del Golfo de California en Baja California es responsable de 56 islas ubicadas frente a la costa del estado. Estas se agrupan en cuatro archipiélagos: San Luis Gonzaga o Encantado, Ángel Guardián, Bahía de los Ángeles y San Lorenzo.
El fondo marino del golfo es uno de los más abruptos del mundo. Valles y cañones submarinos corren a lo largo de ambas márgenes, y forman abismos que llegan a superar los tres kilómetros de profundidad. En promedio, el mar sobrepasa el kilómetro de profundidad, y sus partes más hondas tienen hasta 3400 metros. Este relieve abrupto, entre otras consecuencias, ha hecho que en la parte norte del mar, sobre todo en la zona cercana a la desembocadura del río Colorado, se produzcan algunas de la mareas más importantes del mundo, con fluctuaciones que llegan a superar los 9 metros.[cita requerida]
En la actualidad, en las peninsulares del golfo se encuentran las ciudades turísticas más importantes de la región, especialmente por sus playas, muchas de ellas con el atractivo de los sitios naturales y vírgenes.[cita requerida]
A 200 kilómetros al sur de la ciudad de Mexicali, capital del estado de Baja California, se encuentra el pequeño puerto de San Felipe, en la región septentrional del golfo. Este sitio, fundado por Francisco de Ulloa en 1539, empezó a poblarse en los años cuarenta del siglo XX como una comunidad de pescadores, y hoy en día es un importante punto turístico. Aquí destacan especialmente sus playas, en donde se presentan algunas de las mareas más altas del mundo.[cita requerida]

## Patrimonio de la Humanidad
El 15 de julio de 2005, las islas del Golfo de California fueron declaradas Patrimonio Mundial de la Humanidad en su categoría de bienes naturales, bajo la denominación de Islas y áreas protegidas del Golfo de California. El área se ha convertido en uno de los destinos favoritos de los turistas de la región e internacionales, dado que integra formaciones rocosas singulares. Además, debido a la presencia de diferentes tipos de ballenas que se pueden encontrar, tales como la ballena jorobada, la ballena gris y la ballena azul. Los bancos de perlas descubiertos cerca del puerto de Santa Cruz, hoy La Paz, en Baja California Sur, y tal vez la exageración, denominador común de muchas de las crónicas escritas durante la conquista, fueron motivo para que los turistas se interesaran aún más en viajar a la zona. En esas islas californianas, los especialistas en plantas y animales endémicos pueden reconocer ahí cactus, reptiles, mamilarias, liebres negras, biznagas, golondrinas, iguanas, lagartijas, serpientes, víboras de cascabel, ratones, garzas, gavilanes, pelícanos, entre otras especies. La zona alberga cerca del 40 % de las especies de mamíferos marinos que existen en el mundo, y un tercio del total de las especies de cetáceos además de ser el único lugar en el mundo donde existen cascadas submarinas de arena. Incluye 244 islas e islotes y zonas costeras de los estados de Baja California Sur, Sonora, Sinaloa y Nayarit. Contiene 4500 especies conocidas de invertebrados marinos, 181 especies de aves y 695 de plantas, de las cuales 28, solo se encuentran en esta región.
La Convención de Sitios de Patrimonio Mundial se adoptó en 1972 para identificar el patrimonio natural y cultural de valor universal y garantizar su protección mediante mecanismos de cooperación internacional, pero respetando la soberanía de los países. México cuenta con 31 sitios en la lista del Patrimonio Mundial de la UNESCO, de los cuales 22 son culturales y tres naturales. Ahora las islas y zonas del golfo de California están al nivel de reservas como las islas Galápagos y la Gran Barrera Arrecifal Australiana.
El Golfo de California y sus islas han sido considerados un laboratorio natural para la investigación de las especies. Además, casi la mayoría de los procesos oceanográficos que ocurren en los océanos de este planeta están presentes en esta propiedad, dándole extraordinaria importancia para el estudio de los procesos marinos y costeros.
El sitio es uno de imponente belleza natural en un marco dramático formado por islas de terrenos accidentados con altos acantilados y playas arenosas, las cuales contrastan con la brillante reflexión del desierto y las aguas de color turquesa que las rodean. La diversidad de formas y colores complementan la riqueza de la vida marina y aviaria. La abundancia de la vida marina asociada con las espectaculares formas submarinas y transparencia de las aguas hacen de este sitio un paraíso para los buceadores.
Todos los sitios componentes incluidos en esta propiedad están ubicados dentro de nueve áreas protegidas de las cuales el 25 % son terrestres y 75 % son marinas, representando el 5 % del área total del Golfo. El sitio incluye pantanos templados en el norte hasta ambientes tropicales en el sur, 181 especies de aves han sido registradas, 695 especies de plantas vasculares con 28 subespecies endémicas de las islas de esa región, más que ninguna otra propiedad marina o insular en la Lista del Patrimonio Mundial.
Dado que contiene más de ochocientas noventa especies de peces —unas noventa son exclusivas de la región—, el golfo constituye un laboratorio natural para el estudio de la vida del mar. Debido al poco cuidado de la fauna, están disminuyendo los ejemplares de muchas especies, entre ellas una marsopa difícil de encontrar: la vaquita marina. La vaquita es el miembro más pequeño de la familia de las marsopas, pues mide un metro y medio de largo (casi cinco pies). El color de su piel varía desde el gris tenue hasta el pardo rojizo, y tiene manchas negras alrededor de los ojos. Este animal "tímido" casi nunca se deja ver y no se sabe mucho de él, ya que solo habita en las aguas poco profundas y turbias del golfo, cerca del delta del río Colorado. Fue descubierto en 1958, cuando se hallaron los cráneos de tres ejemplares en una playa de Baja California.
Aparte de su gran valor natural, esta zona contiene pinturas rupestres de quienes la habitaron hace 7,500 años y la mayoría de estas pinturas son de gran mural aunque varían los tamaños, las obras se encuentran en las sierras de San Borja, San Juan, San Francisco y de Guadalupe. También destacan los vestigios de las comunidades que habitaban esta zona, comunidades de cazadores-recolectores pertenecientes a diferentes grupos indígenas: pericúes, guaycuras, cochimíes y cucapás; estas comunidades se asentaron en esta zona gracias a sus recursos marinos que siguen siendo de importancia hoy en día.